# Isole Cayman
Le Isole Cayman ([ˈkeɪmən]; in inglese Cayman Islands) sono nell'arcipelago delle Antille e sono composte da tre isole situate nel Mar dei Caraibi occidentale, a metà strada tra Cuba e la Giamaica. Le tre isole sono: Grand Cayman, Little Cayman e Cayman Brac. Il capoluogo è George Town. Le Isole Cayman costituiscono un Territorio britannico d'oltremare e sono contemplate nella lista delle Nazioni Unite dei territori non autonomi.

## Storia
È probabile che le Isole Cayman siano state visitate per la prima volta dagli Amerindi, i popoli indigeni dei Caraibi. Le Isole Cayman hanno preso il nome dalla parola della popolazione indigena Arawak-Taíno "caimán" che indicava il coccodrillo marino. Furono scoperte da Cristoforo Colombo nel 1503, successivamente furono un luogo frequentato da pirati fino al 1670 quando passarono sotto la dominazione inglese con il trattato di Madrid. Furono sottoposte alla colonia della Giamaica seppur con ampi margini di autonomia, nel 1831 vi fu istituita un'assemblea legislativa, nel 1835 gli schiavi presenti sull'isola vennero liberati ai sensi dello Slavery Abolition Act. Sempre durante questo decennio, inoltre, fu costruita la prima chiesa a Grand Cayman da missionari anglicani e metodisti e vennero edificate delle scuole.
Nel 1959, a seguito della creazione della Federazione delle Indie Occidentali, cessò ufficialmente lo stato di dipendenza della Giamaica, ma la figura del governatore rimase attiva e dotata di potere sulle isole. Al 1959 risale anche la prima costituzione scritta delle Cayman, la quale garantiva il voto anche alle donne.
I rapporti con la Giamaica terminarono con l'indipendenza di quest'ultima nel 1962, quando le Cayman tornarono a dipendere direttamente dalla corona britannica, che dal 1971 tornò a nominare un governatore per le isole. Nel 1972 fu redatta una nuova costituzione e fu introdotto il dollaro delle Cayman, che sostituì il dollaro giamaicano.
Nel settembre 2004 le Cayman furono colpite dall'uragano Ivan che provocò due vittime, di cui una diretta, e 3,5 miliardi di dollari USA di danni.

## Geografia
Le isole si trovano nel Mar dei Caraibi occidentale e sono le vette di una catena montuosa sottomarina chiamata Cayman Ridge (o Cayman Rise). Questa cresta fiancheggia la fossa delle Cayman, profonda 6 000 metri che si trova 6 km a sud. Le isole si trovano nel Nord-ovest del Mar dei Caraibi, a est di Quintana Roo, in Messico, a nord-est della Costa Rica, a nord di Panama, a sud di Cuba e a ovest della Giamaica. Si trovano a circa 700 km a sud di Miami, 750 km a est del Messico, 366 km a sud di Cuba e circa 500 km a nord-ovest della Giamaica. Grand Cayman è di gran lunga la più grande delle tre isole, con una superficie di 197 chilometri quadrati. Le due "isole sorelle" di Grand Cayman, Cayman Brac e Little Cayman, sono circa 120 km a nord-est di Grand Cayman e hanno aree rispettivamente di 38 e 28,5 chilometri quadrati.
Il terreno è principalmente una base calcarea bassa circondata da barriere coralline.

### Fauna
Le specie di mammiferi nelle Cayman includono l'aguti centroamericano e otto specie di pipistrelli. Almeno tre specie di roditori autoctoni ormai estinti erano presenti fino alla scoperta delle isole da parte degli europei. La vita marina intorno all'isola di Grand Cayman comprende tarpon, Atheriniformes, Pomacanthus paru e spugne giganti a botte. Un certo numero di cetacei si trovano nelle acque al largo. Queste specie includono Ziphius cavirostris, Mesoplodon densirostris e il capodoglio (Physeter macrocephalus).
Gli uccelli delle Cayman comprendono due sottospecie endemiche di pappagalli amazzoni di Cuba (amazona leucocephala hesterna e amazona leucocephala caymanensis). Little Cayman e Cayman Brac ospitano anche la sula piedirossi e la sula fosca. Sebbene il barbagianni (Tyto alba) sia presente in tutte e tre le isole, non è molto frequente. Le isole Cayman possiedono anche cinque sottospecie endemiche di farfalle. Queste razze di farfalle possono essere ammirate nel Parco Botanico della Regina Elisabetta II a Grand Cayman.
Tra le altre notevoli specie faunistiche del Parco botanico della Regina Elisabetta II c'è l'iguana blu, specie in pericolo, nota anche come iguana di Grand Cayman (Cyclura lewisi).
Il coccodrillo cubano (Crocodylus rhombifer) un tempo abitava le isole. Il nome "Cayman" deriva infatti da una parola in lingua caraibica per vari coccodrilli.

### Clima
Le Isole Cayman hanno un clima tropicale umido e secco, con una stagione delle piogge che va da maggio a ottobre e una stagione secca che va da novembre ad aprile. Stagionalmente, c'è una piccola variazione di temperatura.
Un grande pericolo naturale sono i cicloni tropicali che si formano durante la stagione degli uragani nell'Atlantico da giugno a novembre.

## Demografia
Secondo l'Ufficio dell'economia e delle statistiche del governo delle isole Cayman, le isole Cayman hanno una popolazione di circa 68 076 abitanti alla primavera del 2019. Le Isole Cayman hanno più imprese registrate che persone.
La maggior parte della popolazione risiede a Grand Cayman, seguita da Cayman Brac e Little Cayman.

### Distretti
Le Cayman sono suddivise in sei distretti, ciascuno con la seguente popolazione (al 2018):
- George Town: 34 878 abitanti;
- West Bay: 12 624 abitanti;
- Bodden Town: 12 649 abitanti;
- North Side: 1 678 abitanti;
- East End: 1 979 abitanti;
- Cayman Brac e Little Cayman (Sister Islands): 2 006 abitanti.

## Economia

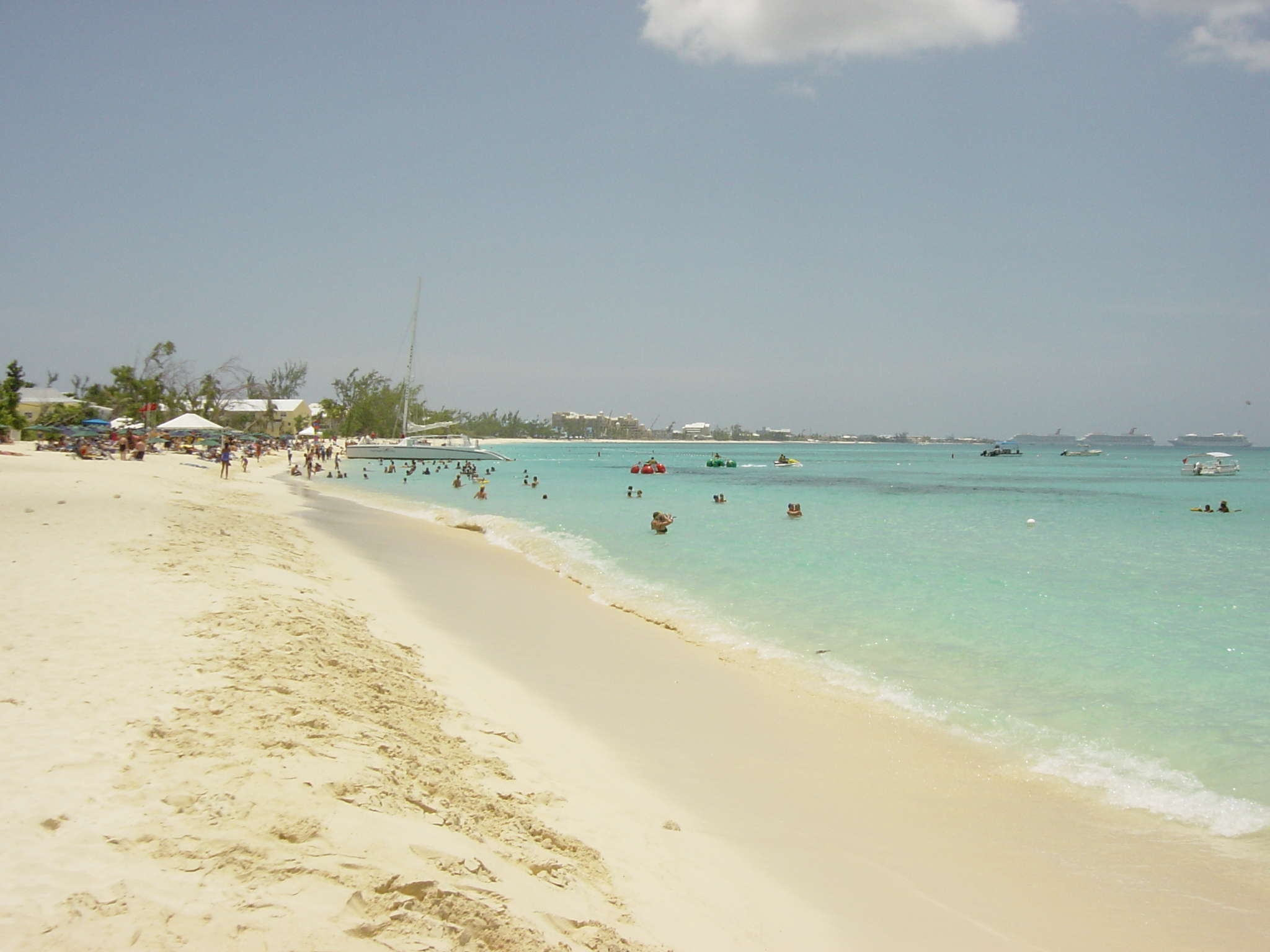
Seven Mile Beach (Grand Cayman)

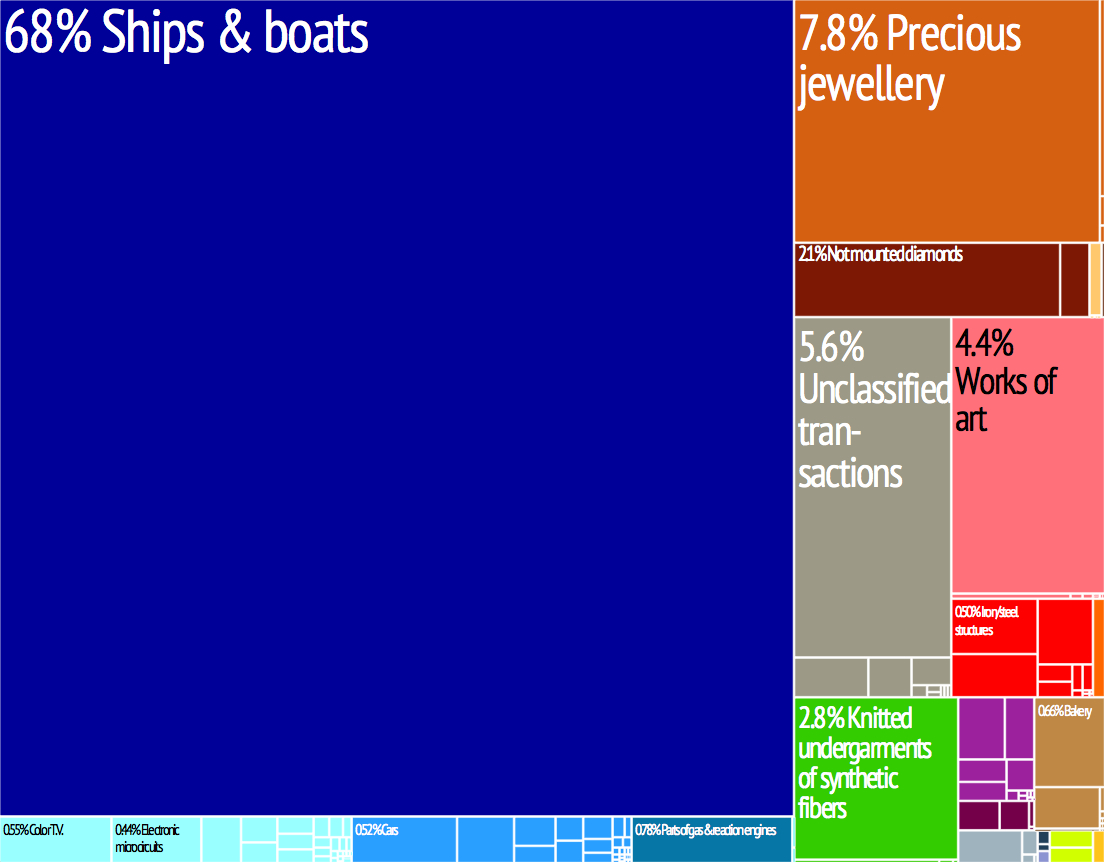
Grafico raffigurante in percentuale le esportazioni delle Cayman

Le isole Cayman sono considerate un paradiso fiscale, infatti nelle isole vige l'esenzione dalle imposte e dalla tassazione diretta, si dice concessa fin dai tempi di re Giorgio III del Regno Unito (fine Settecento). La Mutual Funds Law del 2003 costruisce nell'arcipelago un mercato deregolamentato per i fondi comuni di investimento. L'esenzione fiscale dalle imposte vale solo se i redditi non vengono fatti rientrare nel proprio Paese di residenza, nel qual caso verrebbero tassati in base alle leggi vigenti. Vi è un dazio sulle importazioni che va dal 5% al 22%, ma alcuni beni sono esclusi.
Il sistema fiscale italiano, col decreto ministeriale del 4 maggio 1999, ha inserito le isole Cayman tra gli Stati o Territori aventi un regime fiscale privilegiato, nella cosiddetta Lista nera, ponendo quindi limitazioni fiscali ai rapporti economico-commerciali che si intrattengono tra le aziende italiane e i soggetti ubicati in tale territorio.
Gli Stati membri dell'Unione europea riuniti all'Ecofin il 6 ottobre 2020 hanno rimosso le Isole Cayman dalla black list in virtù del rispetto degli impegni presi in termini di trasparenza.
I caymaniani hanno gli standard di vita medi più alti dei Caraibi, il tasso di disoccupazione al 2015 era al 4,24% e, nonostante ciò, dal 1964 è attiva alle Cayman una Needs Assessment Unit diretta dal governo per aiutare i poveri.
L'economia si basa anche sul turismo; famosa è la Seven Mile Beach, una spiaggia lunga 7 miglia di sabbia bianca finissima, nei pressi di George Town sull'isola di Grand Cayman.
Particolarità del luogo sono gli allevamenti di tartarughe. Grand Cayman è famosa anche per Stingray City, un allevamento di razze del sud.

## Governo
Le isole Cayman sono un territorio britannico d'oltremare. L'attuale Costituzione, che incorpora una Carta dei diritti, è stata ordinata da uno strumento statutario del Regno Unito nel 2009. Un'Assemblea legislativa viene eletta dal popolo ogni quattro anni per gestire gli affari interni, con diciannove membri a cui si aggiungono due senza diritti di voto nominati dal governatore. Dei membri eletti dell'Assemblea legislativa delle Cayman, sette sono scelti per servire come ministri del governo in un gabinetto guidato dal governatore. Il premier è nominato dal governatore. Il governatore viene nominato dal re del Regno Unito, su consiglio del governo britannico, e attualmente è Martyn Roper.

### Difesa
Alle isole Cayman è presente:
- Un corpo di polizia, il Royal Cayman Islands Police Service[29], con circa 400 dipendenti e tre dipartimenti speciali:
  - Unità Operazioni Aeree (Air Operations Unit), che fornisce supporto aereo per la sicurezza delle frontiere, ricerca e salvataggio, operazioni di polizia e risposta alle catastrofi, e ha due elicotteri Airbus H-145[30][31];
  - Unità Coordinata di Marina (Joint Marine Unit), che gestisce una flotta di barche a motore per fornire controlli doganali, controllo dell'immigrazione e operazioni di ricerca e salvataggio in mare;
  - Corpo Uniforme di Supporto (Uniform Support Group), forza paramilitare.
- Un'unità militare di terra, il Reggimento Cayman (Cayman Regiment), la cui formazione è stata annunciata nell'ottobre 2019 e la cui scelta degli ufficiali è iniziata nel gennaio 2020[32];
- Il Corpo dei Cadetti delle Isole Cayman, che si occupa di addestramento militare per gli adolescenti delle Cayman[33];
- Una guardia costiera, operativa dall'inizio del 2020[34].

## Infrastrutture e trasporti
Al 2000, sulle Cayman erano presenti 785 km di strade asfaltate, con guida a sinistra e limiti di velocità in miglia orarie, come nel Regno Unito.
Sono presenti due porti principali, a Grand Cayman e a Cayman Brac, e a fine 2015 erano registrate 1 674 imbarcazioni da diporto e 360 navi commerciali alle Cayman, per un totale di 4,3 milioni di GT di stazza lorda.
Sono presenti tre aeroporti alle Cayman, uno per ciascuna isola:
- Aeroporto Internazionale Owen Roberts (Grand Cayman), hub per la compagnia aerea di bandiera locale Cayman Airways;
- Aeroporto Internazionale Charles Kirkconnell (Cayman Brac);
- Campo di aviazione Edward Bodden (Little Cayman).

### Media
L'unico giornale stampato delle isole è il Cayman Compass, ma sono presenti diverse decine di stazioni radio locali, tra cui ZFKG-FM (89,9 FM, Radio Cayman 1), la radio del governo, attiva dal 1976.

## Sport
- Calcio: le Cayman sono rappresentate dalla nazionale di calcio delle isole Cayman, sotto l'egida della Cayman Islands Football Association e affiliata alla CONCACAF, inoltre è presente anche una nazionale femminile, un campionato di calcio, il cui livello maggiore è la Premier League, comprendente dodici squadre nella stagione 2019-20[39], e due coppe (Cayman Islands FA Cup e Cayman Islands Digicel Cup);
- Nuoto: ai campionati mondiali di nuoto in vasca corta 2022 il nuotatore delle Cayman Jordan Crooks vince la medaglia d'oro nei 50 m stile libero: è la prima medaglia d'oro vinta dalle isole Cayman a un mondiale; ai campionati mondiali di nuoto in vasca corta 2024 Jordan Crooks vince la medaglia d’oro nei 50 m stile libero e nelle semifinali della stessa gara fissa il record del mondo della distanza a 19’’90, diventando il primo uomo a scendere sotto la barriera dei 20’’. Nella stessa edizione dei campionati ottiene anche la medaglia di bronzo nei 100 stile libero.
- Basket: le Cayman sono rappresentate dalla nazionale di basket delle isole Cayman[40];
- Rugby: le Cayman sono rappresentate dalla nazionale di rugby a 15 delle isole Cayman, dalla nazionale femminile e dalla nazionale di rugby a 7;
- Olimpiadi: le Cayman hanno partecipato per la prima volta ai Giochi olimpici nel 1976, ma non ha mai vinto medaglie né a quelli estivi, né a quelli invernali;
- Giochi panamericani: le Cayman partecipano ai Giochi panamericani dal 1987, collezionando in totale 1 oro, 4 argenti e 1 bronzo;
- Island Games: le Cayman sono al 10º posto nel medagliere complessivo degli Island Games, con 99 ori, 73 argenti e 65 bronzi.

## Arte e cultura

### Arte
La Galleria nazionale delle isole Cayman è una galleria d'arte a George Town, parte del Ministero della Salute e della Cultura, che ospita lavori dei principali artisti caymaniani.

### Cinema
Tra i film girati alle isole Cayman figurano Il socio e Haven.

### Musica
I generi jazz, calypso e reggae sono presenti in primo piano nella musica delle Cayman come celebri influenze culturali.
Le Cayman sono citate nei seguenti brani:
- Cayman Islands, uno dei pezzi dell'album Riot on an Empty Street dei Kings of Convenience fa riferimento alle Isole Cayman.
- Legalize the premier, uno dei pezzi dell'album Il sogno eretico di Caparezza cita le Isole Cayman come paradiso fiscale, meta di personaggi italiani importanti che tentano di sfuggire alla tassazione.